# Amatol
Amatol là một loại vật liệu nổ mạnh, được làm từ hỗn hợp của TNT và nitrat amoni (NH4NO3). Amatol được sử dụng rộng rãi trong Thế chiến thứ nhất và Thế chiến thứ hai. Dần dần nó được thay thế bởi các loại thuốc nổ khác như Comp-B, Torpex và Tritonal, v.v.
Amatol thường được sử dụng trong lĩnh vực quân sự, làm thuốc nổ để nhồi vào trong các loại đạn dược như bom không quân, đầu đạn, thủy lôi. Amatol khai thác được đặc tính kết hợp của TNT và nitrat amoni: TNT có tốc độ nổ tương đối cao và có uy lực lớn nhưng tương đối đắt, phức tạp trong chế biến và là chất nổ không có oxy. Việc không có oxy có thể trông thấy từ đám khói đen trong các vụ nổ TNT nguyên chất (xem ). Nitrat amoni có tốc độ nổ yếu hơn nhiều, uy lực nổ thấp hơn nhưng rất rẻ tiền và dễ sản xuất. Hơn nữa, nó có chứa oxy có thể cung cấp cho TNT khi nổ. Phụ thuộc vào tỉ lệ thành phần được sử dụng, amatol sẽ cho kết quả là một đám khói trắng hay xám sau vụ nổ.
Các tỉ chủ yếu giữa TNT và nitrat amoni (theo khối lượng) cho các thuốc nổ amatol:
- Amatol 80/20: 80% TNT + 20% nitrat amoni
- Amatol 60/40: 60% TNT + 40% nitrat amoni
- Amatol 50/50: 50% TNT + 50% nitrat amoni
- Amatol 20/80: 20% TNT + 80% nitrat amoni